# Angela Folinjska
Sveta Angela Folinjska, svetnica, * 1249, Foligno, † 4. januar 1309.
Sveta Angela Folinjska goduje 4. januarja.
Za blaženo jo je potrdil papež Klemen XI. leta 1701.